# Oratorio de San Felipe Neri (Albacete)
El oratorio de San Felipe Neri es un templo religioso de culto católico situado en la ciudad española de Albacete.
Fue erigido a mediados del siglo XX junto a la casa de la Congregación del Oratorio de San Felipe Neri en Albacete, con la que forma un conjunto que ocupa toda una manzana. Está ubicado en el barrio de Parque Sur de la capital albaceteña, frente al parque Abelardo Sánchez.
Sobre las paredes y la cubierta se asienta un gran presbiterio de forma semicircular. Los muros llegan hasta la cubierta sin alcanzarla como en la capilla Notre Dame du Haut de Ronchamp. Por ese espacio restante discurre una delgada línea de luz en plano cenital sobre la espiral ascendente que forma la cubierta sobre el altar, cuadrado de piedra, que separa los muros del resto del contorno en alegoría de la búsqueda de Dios.
Los materiales empleados son puros como la mampostería, la madera, la teja cerámica o el vidrio.
El exterior del templo incluye una estatua de la Virgen, obra del escultor Vilacamps, una escalinata tangencial y un pórtico entre otros elementos. Junto al templo se sitúa una torre de gran altura con la cruz.
Es la ópera prima del prestigioso arquitecto albaceteño Antonio Escario, autor también, entre otros, del Museo Provincial de Albacete o del Gran Hotel Bali de Benidorm. El templo posee influencias de grandes de la arquitectura religiosa como Frank Lloyd Wright, Félix Candela o Javier Carvajal.
Desde 2017 es sede de la iglesia parroquial de Nuestra Señora de las Angustias y San Felipe Neri.